# 上呂蒂

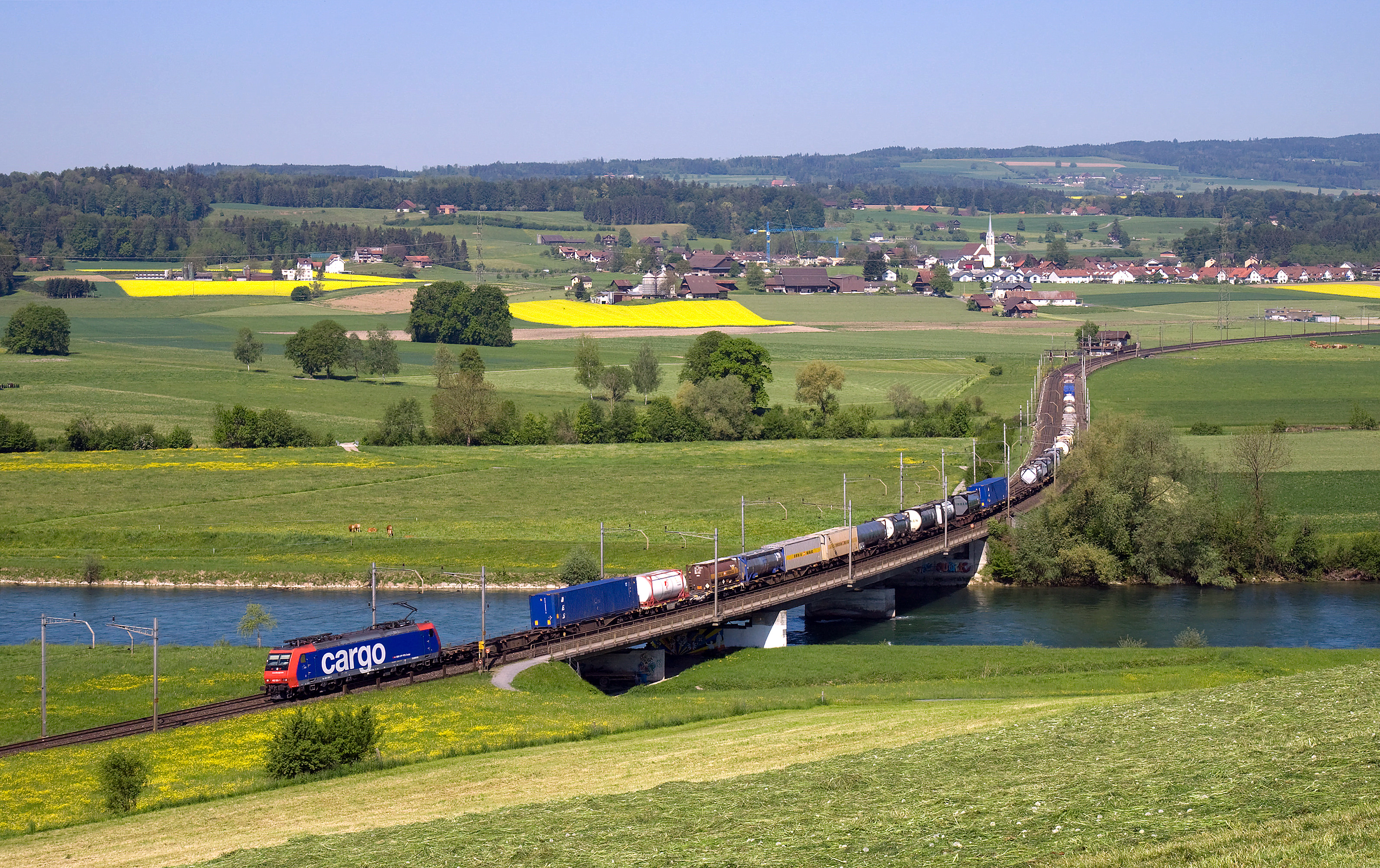

上呂蒂是瑞士的城鎮，位於該國北部，由阿爾高州負責管轄，面積5.37平方公里，海拔高度416米，2012年人口1,402，七成人口信奉羅馬天主教，人口密度每平方公里261人。